# Akihiro Yamaguchi
Akihiro Yamaguchi (山口 観弘, Yamaguchi Akihiro), né le 11 septembre 1994 à Shibushi dans la Préfecture de Kagoshima, est un nageur japonais. 

## Carrière
Lors des Championnats du monde junior 2011, il remporte la médaille d'or sur le 200 mètres brasse. Le 15 septembre 2012, il bat le record du monde du 200 m brasse avec un temps de 2 minutes 7 secondes et 1 centième, soit 25 centièmes de moins que l'ancien record détenu jusque-là par Daniel Gyurta. Ce record ne sera battu qu'en janvier 2017 par son compatriote Ippei Watanabe.